# Gérald Passi
Gérald Passi, född 21 januari 1964, är en fransk tidigare fotbollsspelare.
Gérald Passi spelade 11 landskamper för det franska landslaget.